# Erythridula praecisa
Erythridula praecisa är en insektsart som först beskrevs av Knull 1946.  Erythridula praecisa ingår i släktet Erythridula och familjen dvärgstritar. Inga underarter finns listade i Catalogue of Life.